# Schwarzpfoten-Felskänguru

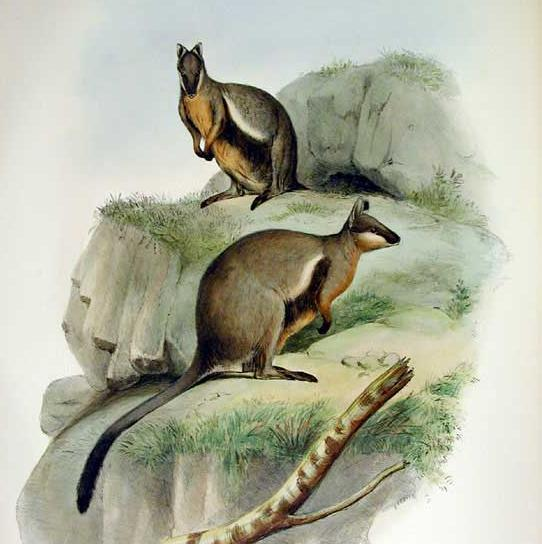
Schwarzpfoten-Felskängurus, Zeichnung aus „Mammals of Australia“ von John Gould.

Das Schwarzpfoten-Felskänguru (Petrogale lateralis) ist eine Beuteltierart aus der Familie der Kängurus (Macropodidae), das im westlichen und zentralen Australien in Felsregionen verbreitet ist.

## Verbreitung und Unterarten

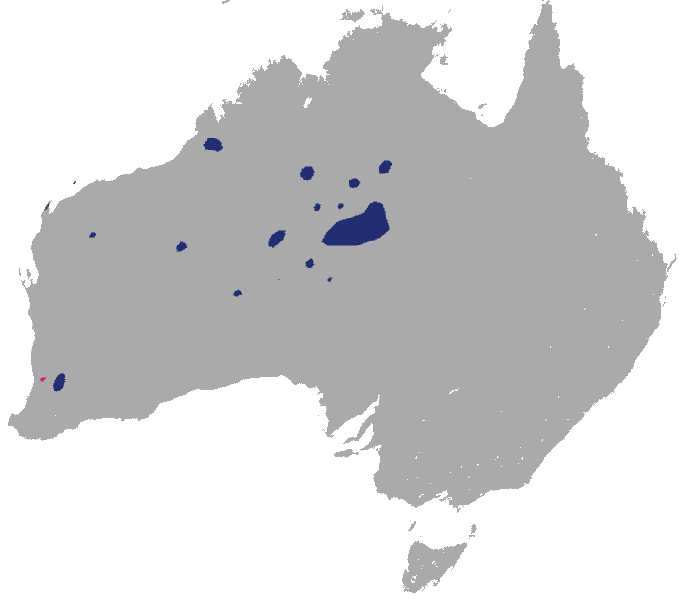
Verbreitungsgebiet

Es wird in fünf beschriebenen Unterarten unterteilt.
- P. lateralis lateralis, die Nominatform, hat ein disjunkt Verbreitungsgebiet im Süden von Westaustralien, das die Cape-Range, die Kleine Sandwüste, ein kleines Gebiet in der Nähe von Kellerberrin, Barrow Island und Salisbury Island umfasst.
- P. lateralis hacketti kommt auf drei Inseln des Recherche-Archipels vor und lebte früher wahrscheinlich auch auf dem angrenzenden Festland.
- P. lateralis pearsoni lebt nur auf einigen kleinen Inseln vor der Küste von South Australia (Pearson Isle und andere).
- Die 2020 beschriebene Untart P. lateralis kimberleyensis kommt im Südwesten der Region Kimberley vor.
- P. lateralis centralis wurde 2020 beschrieben und lebt in den zentralaustralischen MacDonnell Ranges und in der Umgebung von Alice Springs.

## Merkmale
Die folgende Tabelle zeigt die Körpermaße von Männchen und Weibchen der Unterarten.
| Unterart                    | Kopfrumpflänge            | Schwanzlänge                | Gewicht                   |
| --------------------------- | ------------------------- | --------------------------- | ------------------------- |
| P. lateralis lateralis      | 45–53 cm ♂ 44,5–48,5 cm ♀ | 48–60,5 cm ♂ 40,5–51,5 cm ♀ | 3,3–5 kg ♂ 2,9–3,8 kg ♀   |
| P. lateralis hacketti       | 50–57 cm                  | 46–57,5 cm                  | 4,8–5,3 kg                |
| P. lateralis pearsoni       | 57 cm ♂ 48 cm ♀           | 32–51 cm ♂ 34,5–42 cm ♀     | 3,5–4,6 kg ♂ 2,3–3,4 kg ♀ |
| P. lateralis kimberleyensis | 47,5 cm ♂                 | 49–53 cm ♂ 45–48,5 cm ♀     | 3,5–6,5 kg ♂ 3,3–4,2 kg ♀ |
| P. lateralis centralis      | 49,5–52 cm ♂ 45–47 cm ♀   | 49–61 cm ♂ 44,5–59 cm ♀     | 4,1–5,2 kg ♂ 2,8–4,4 kg ♀ |

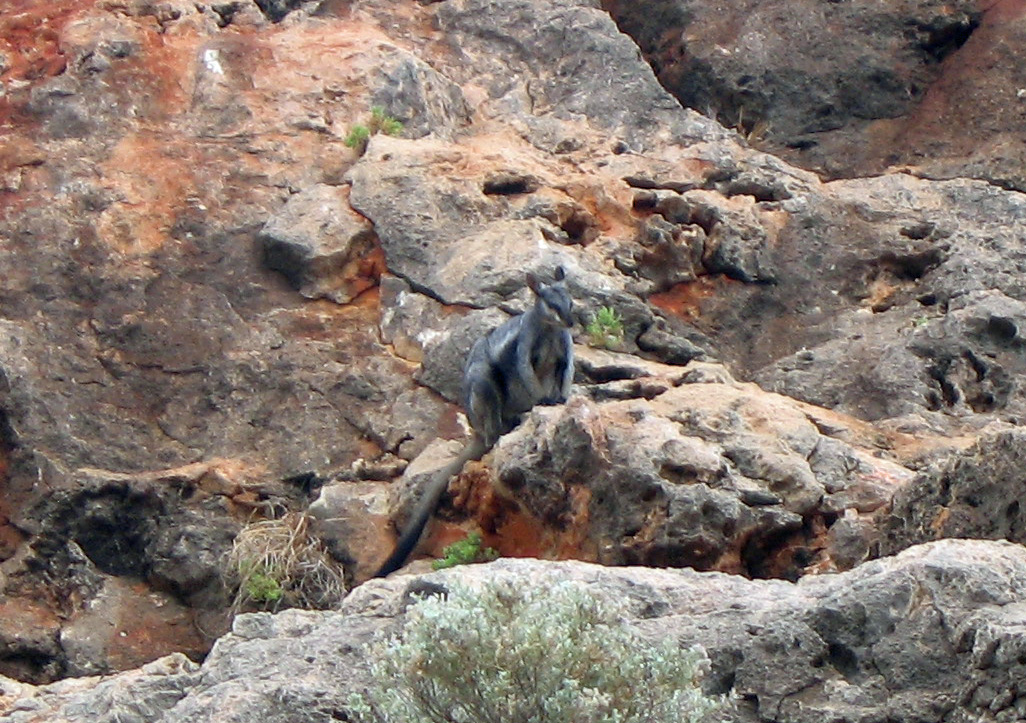
P. lateralis lateralis in der Cape-Range

P. lateralis lateralis ist dunkel grau-braun gefärbt, an der Brust heller und am Bauch dunkelbraun. Das Gesicht ist dunkel mit einem hellen Wangenstreifen. An der Basis der Ohren liegt jeweils ein heller Fleck.
Die Füße sind hellbraun, die Zehen sind schwarz.
Das diploide Genom von P. lateralis lateralis umfasst 2n = 22 Chromosomen.
P. lateralis hacketti sieht ähnlich wie P. lateralis lateralis aus, wird aber größer. Das Genom von P. lateralis pearsoni umfasst 2n = 20 Chromosomen.
P. lateralis pearsoni ist grauer gefärbt als die Nominatform. Brust und Bauch sind gelblich bis rötlich. Das Gesicht ist dunkel graubraun mit einem hellen Wangenstreifen. Der Schwanz ist relativ kurz, hellbraun und nach hinten zunehmend schwärzer. An der Spitze ist er leicht buschig. Das Fell ist dicht und wollig. Das Genom von P. lateralis pearsoni umfasst 2n = 22 Chromosomen.
P. lateralis kimberleyensis aus dem Westen der Kimberley-Region ähnelt der Nominatform, ist aber heller und gelblicher. Das Genom der Schwarzpfoten-Felskänguru aus der Kimberley-Region umfasst 2n = 20 Chromosomen.
P. lateralis centralis  aus der MacDonnell Range ähnelt ebenfalls P. lateralis lateralis, ist aber kleiner, hat einen längeren Schwanz und ein weniger dichtes, kürzeres Fell. Das Fell wird im Sommer sandfarben. Das Genom der Schwarzpfoten-Felskänguru aus der MacDonnell Range umfasst 2n = 22 Chromosomen.

## Lebensweise

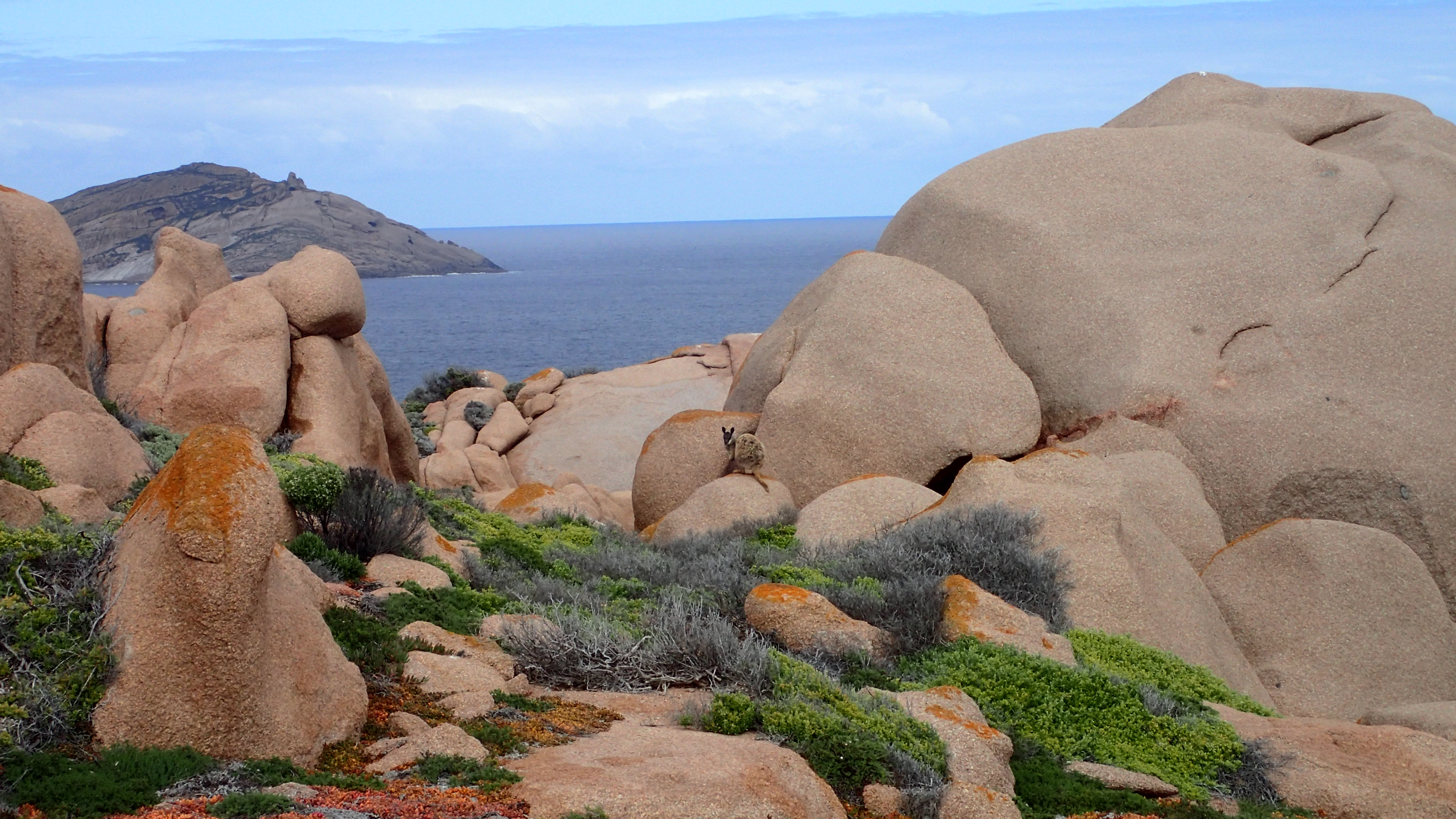
Felskänguru-Biotop auf Pearson Isle

Das Schwarzpfoten-Felskänguru lebt in Felsregionen und in Schluchten, die in Wäldern, im Buschland, in trockenem Grasland oder in Wüsten liegen. Sie schlafen in Verstecken zwischen den Felsen. In den heißen Sommern sind sie weitgehend nachtaktiv, im Rest des Jahres dämmerungsaktiv oder teilweise tagaktiv. An kalten Tagen sonnen sie sich morgens auf Felsen sitzend, bevor sie die Felsen verlassen, um zu fressen. Bei der Nahrungsaufnahme betreten Schwarzpfoten-Felskängurus auch offenes Gelände, entfernen sich aber nur wenig (bis zu 300 Meter) von den schützenden Felsarealen. Sie ernähren sich vor allem von Gräsern, je nach Verfügung auch von Blättern, Früchten und Samen. Um ihren Feuchtigkeitsbedarf zu stillen, brauchen die Tiere keinen Zugang zu offenen Gewässern.
Schwarzpfoten-Felskängurus vermehren sich das ganze Jahr über, während trockener Zeiten ist die Anzahl der Geburten vermutlich geringer. Die meisten Geburten finden bei den südlichen Populationen in den Herbst- und Wintermonaten statt. Die Trächtigkeitsdauer liegt bei etwa 30 Tagen. Nach der Geburt bleibt das Jungtier für etwa 6 bis 6,5 Monate im Beutel.

## Systematik
Das Schwarzpfoten-Felskänguru wurde im Jahr 1842 durch den britischen Tiermaler John Gould erstmals beschrieben. Es galt lange Zeit als Unterart des ostaustalischen Bürstenschwanz-Felskängurus (Petrogale pennicillata) und bekam erst im Jahr 1982 wieder den Status als eigenständige Art. Innerhalb der Gattung der Felskängurus (Petrogale) gehört es zur lateralis/penicillata-Artengruppe.

## Status und Gefährdung
Der Bestand des Schwarzpfoten-Felskängurus wird von der IUCN insgesamt als gefährdet (Vulnerable) betrachtet, wobei die verschiedenen Unterarten unterschiedliche Gefährdungsstufen aufweisen. P. lateralis lateralis ist stark gefährdet (Endangered). Die Unterart war vor der Besiedelung durch Europäer viel weiter verbreitet. Die Umwandlung des Lebensraumes in Ackerland, die Nahrungskonkurrenz durch Schafe und Ziegen und insbesondere die Ausbreitung von Rotfüchsen, die die Kängurus jagen, hat zum Niedergang der Unterart beigetragen. Nachdem der Rotfuchs bekämpft wurde, hat sich der Bestand von P. lateralis lateralis in einigen Gebieten teilweise erholt und umfasste im Jahr 2012 etwa 1500 Exemplare.
Die nur auf Inseln verbreiteten Unterarten werden als gefährdet (Vulnerable) (P. l. hacketti) bzw. als potenziell gefährdet (Near Threatened) (P. l. pearsoni) eingeordnet. Aufgrund des kleinen Verbreitungsgebietes sind die Populationen gering. Die Population von P. l. hacketti wurde 2012 auf ca. 1100 Exemplare geschätzt, wobei die größte Einzelpopulation etwa 500 Exemplare umfasst. Auch von P. l. pearsoni soll es noch ungefähr 1100 Exemplare geben. Die Inselpopulationen des Schwarzpfoten-Felskängurus weisen eine geringe genetische Diversität auf.
Die Unterart der Kimberleyregion umfasst mehr als 2500 Tiere (nach IUCN stark gefährdet (Endangered)) und die in der MacDonnell Range lebenden Schwarzpfoten-Felskängurus sind mit 6000 Einzeltieren die individuenreichste Unterart (nach IUCN gefährdet (Vulnerable)). Die Gesamtpopulation des Schwarzpfoten-Felskängurus wurde 2010/2012 auf etwa 10.000 bis 12.000 Exemplare geschätzt.